# Karl Heinrich Thielmann
Karl Heinrich Thielmann (* 7. Dezember 1802 in Nicolai in Oberschlesien; † 14. August 1872 in St. Petersburg) war ein deutscher Militärarzt in russischen Diensten.

## Leben
Karl Heinrich Thielmann wuchs in armen Verhältnissen auf. 1817 erwarb er das Patent zum Chirurgengehilfen. Von 1823 bis 1827 studierte er zunächst Philologie, dann Medizin in Breslau. Vor Beendigung seines Studiums musste er Breslau verlassen und er wurde Hauslehrer bei Theodor Heinrich Wilhelm Lerche (1791–1847), Direktor des Augenspitals in St. Petersburg. 1831 schloss Thielmann sein Medizinstudium an der Kaiserlichen Universität Dorpat ab und er erwarb dort 1832 auch den medizinischen Doktortitel.
Anschließend kehrte er nach St. Petersburg zurück, war dort 1832–1833 Marinearzt der 18. Flottenequipage, 1833–1837 Arzt im Marinehospital in Oranienbaum. 1837–1868 bekleidete er die Stelle als Oberarzt am Peter-Paul-Hospital in St. Petersburg. Ab 1845 war er gleichzeitig Direktor des Laval’schen Kinderasyls und ab 1851 „Ehrenleibokulist“ am Hofe des Zaren Nikolaji. Ab 1868 arbeitete Thielmann als Arzt in eigener Privatpraxis.
Von 1844 bis 1860 war Thielmann neben Maximilian Heine und Rudolph Krebel Herausgeber der in St. Petersburg erscheinenden Zeitschrift „Medicinische Zeitung Russlands“.

## Schriften (Auswahl)

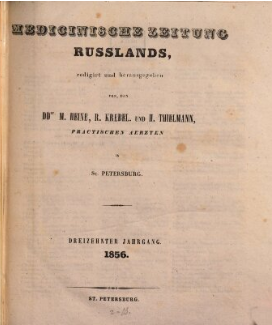
Medicinische Zeitung Russlands (Jg. 1856)

- Veterum opiniones de angiologia atque sanguinis motu : inde ab antiquissimi temporibus usque ad Galenum enarratae, sive quaestio, utrum sanguinis circulatio veteribus innotuerit nec ne? e fontibus ipsis soluta ; dissertatio inauguralis medica. Schünemann, Dorpat 1832 (Diss. med.) (Digitalisat)
- Der Darmtyphus : Beobachtet im Jahre 1840 im Peter-Pauls-Hospitale zu St. Petersburg. Otto Wigand, Leipzig 1841 (Digitalisat)
- Appendix zu Dr. C. Canstatt's Jahresbericht über die Fortschritte der gesammten Medicin in allen Ländern : Jahrg. I. Heft. 7. Erlangen 1842. Carl Kray, Petersburg 1843 (Digitalisat)

Beiträge in: Medicinische Zeitung Russlands (Auswahl)
- 1. Jahrgang (1844)
  - Die scorbutische Augenentzündung. S. 1–5 (Digitalisat); S. 9–13 (Digitalisat)
  - Epidemische Erscheinung einer seltsamen psychischen Krankheit bei den an der Lena wohnenden Buräten. S. 229–231 (Digitalisat)
- 2. Jahrgang (1845)
  - Ophthalmia rheumatica. Iritis Phachymenitis. Hypopym. Haemophthalmus. Vorfall eines Fragments der Uvea in die vordere Augenkammer. 73–76 (Digitalisat)
  - Jahresbericht vom Peter-Pauls-Hospitale in St. Petersburg für das Jahr 1844. S. 233–238 (Digitalisat); S. 241–248 (Digitalisat)
- 3. Jahrgang (1846)
  - Einige Worte über die jetzt in St. Petersburg herrschende Intestinaltyphusepidemie und die im Peter-Pauls-Hospitale übliche Behandlung dieser Krankheit. S. 65–69 (Digitalisat)
  - Jahresbericht vom Peter-Pauls-Hospitale in St. Petersburg für das Jahr 1845. S. 265–269 (Digitalisat); S. 273–277 (Digitalisat);  S. 281–285 (Digitalisat)
- 4. Jahrgang (1847)
  - Die Sumbulwurzel, ein neues sehr wirksames Arzneimittel. S. 1–6 (Digitalisat)[2]
  - Pneumatose des Magens und später Ischuria renalis, durch Radix sumbul geheilt. S. 93–94 (Digitalisat)
  - Hartnäckiges Erbrechen mit grossem Verfall der Kräfte, durch Radix sumbul geheilt. S. 103–104 (Digitalisat)
  - Delirium tremens, ein Beitrag zur Pharmakodynamik der Sumbulwurzel. S. 124–125 (Digitalisat)
  - Heilung veralteter Fisteln. Ein Beitrag zur Pharmakodynamik der Sumbulwurzel. S. 157–160 (Digitalisat)
  - Nachrichten über die Cholera in Russland. Beilagen zur Medicinischen Zeitung Russlands. No 34, No 36, No 38, No 40, No 42, No 49 [Ausrisse]; No 48 (Oktober 1847) (Digitalisat); No 50 (Dezember 1847) (Digitalisat); No 52 (Dezember 1847) (Digitalisat)
  - Nachrichten über den Gang der Cholera seit ihrem Erscheinen in Persien im Jahre 1845, bis zu ihrem Ausbruche in Tiflis, Ende Mai 1847. S. 236–238 (Digitalisat)
  - Jahresbericht vom Peter-Pauls-Hospitale in St. Petersburg, für das Jahr 1846. S. 313–317 (Digitalisat); S. 321–327 (Digitalisat); S. 329–332 (Digitalisat)
- 5. Jahrgang (1848)
  - Nachrichten über den Gang der Cholera in Russland. Beilagen zur Medicinischen Zeitung Russlands. Beilage zu No 2 (Januar 1848). (Digitalisat); zu No 4 (Januar 1848) (Digitalisat); zu No 6 (Februar 1848) (Digitalisat); zu No 8 (Februar 1848) (Digitalisat); zu No 10 (März 1848) (Digitalisat); zu No 13 (1848) [Ausriss]; zu No 19 (1848) [Ausriss]; zu No 22 (Mai 1848) (Digitalisat); zu No 24 (Juni 1848) (Digitalisat); zu No 26 (Juni 1848) (Digitalisat); zu No 28 (Juli 1848) (Digitalisat); zu No 30 (Juli 1848) (Digitalisat); zu No 32 (August 1848) (Digitalisat); zu No 34 (August 1848) (Digitalisat); zu No 36 (September 1848) (Digitalisat); zu No 38 (September 1848) (Digitalisat); zu No 40 (Oktober 1848) (Digitalisat); zu No 43 (Oktober 1848) (Digitalisat); zu No 47 (November 1848) (Digitalisat); zu No 51 (Dezember 1848) (Digitalisat)
- 6. Jahrgang (1849)
  - Nachrichten über den Gang der Cholera in Russland. Beilagen zur Medicinischen Zeitung Russlands. Beilage zu No 11 (März 1849). (Digitalisat)
  - Beiträge zur Therapie der Iritis und Periphakitis rheumatica. S. 305–310 (Digitalisat); S. 313–317 (Digitalisat); S. 329–331 (Digitalisat)
- 7. Jahrgang (1850)
  - Letzter Bericht über die Cholera in Russland im Jahre 1849. S. 391–392 (Digitalisat)
- 9. Jahrgang (1852)
  - Jahresbericht vom Peter-Pauls-Hospitale in St. Petersburg. S. 137–141 (Digitalisat); S. 145–150 (Digitalisat); S. 153–158 (Digitalisat)
- 12. Jahrgang (1855)
  - Zur Therapie der Pustula maligna und des Carbunkels. S. 1–4 (Digitalisat)
- 14. Jahrhundert (1857)
  - Die Witterungs- und Krankheits-Konstitution in St. Petersburg im Monat Januar 1857. S. 46–47 (Digitalisat); … im Monat Februar 1857. S. 85–86 (Digitalisat); … im Monat März 1857. S. 125–127 (Digitalisat); … im Monat April 1857. S. 166–167 (Digitalisat); … im Monat Mai 1857. S. 197–198 (Digitalisat); … im Monat Juni 1857. S. 238 (Digitalisat); … im Monat Juli 1857. S. 269–270 (Digitalisat); … im Monat August 1857. S. 317–318 (Digitalisat); … im Monat September 1857. S. 342–343 (Digitalisat). … im Monat November 1857. S. 407–408 (Digitalisat)
- 15. Jahrgang (1858)
  - Die Witterungs- und Krankheits-Konstitution in St. Petersburg im Dezember 1857. S. 29–31 (Digitalisat) … im Monat Januar 1858. S. 61–63 (Digitalisat) … im Monat Februar 1858. S. 101–103 (Digitalisat) … im Monat März 1858. S. 131–134 (Digitalisat) … im Monat April 1858. S. 172–175 (Digitalisat) … im Monat Mai 1858. S. 204–206 (Digitalisat) … im Monat Juni 1858. S. 244–246 (Digitalisat) … im Monat Juli 1858. S. 283–287 (Digitalisat) … im Monat August 1858. S. 316–319 (Digitalisat) … im Monat September 1858. S. 353–357 (Digitalisat) … im Monat Oktober 1858. S. 393–397 (Digitalisat) … im Monat November 1858. S. 409–413 (Digitalisat)
- 16. Jahrgang (1859)
  - Die Witterungs- und Krankheits-Konstitution in St. Petersburg im Dezember 1858. S. 35–39 (Digitalisat);  … im Januar 1859. S. 65–71 (Digitalisat); … im Februar 1859. S. 105–110 (Digitalisat); … im März 1859. S. 137–141 (Digitalisat); … im April 1859. S. 180–183 (Digitalisat) – S. 187–188 (Digitalisat); … im Mai 1859. S. 211–214 (Digitalisat) – S. 220–223 (Digitalisat); … im Juni 1859. S. 244–246 (Digitalisat) – S. 249–250 (Digitalisat); … im Juli 1859. S. 281–284 (Digitalisat); … im August 1859. S. 316–318 (Digitalisat) – S. 324–325 (Digitalisat); … im September 1859. S. 345–350 (Digitalisat); … im Oktober 1859. S. 377–383 (Digitalisat); … im November 1859. S. 409–413 (Digitalisat)
  - Berichtigung. Dr. Theodor Wittmaack in Altona und die Sumbalwurzel. S. 80 (Digitalisat)
- 17. Jahrgang (1860)
  - Die Witterungs- und Krankheits-Konstitution in St. Petersburg im Dezember 1859. S. 36–40 (Digitalisat); … im Januar 1860. S. 66–69 (Digitalisat);  … im Februar 1860. S. 105–107 (Digitalisat)